# Guld til præriens skrappe drenge
Guld til præriens skrappe drenge (zu deutsch: Gold für die harten Jungs der Prärie) ist eine Western-Komödie aus dänischer Produktion und die Fortsetzung des Films Vier tolle Jungs der Prärie aus dem Vorjahr. Im deutschsprachigen Raum fand keine Aufführung statt. Premiere des Films in Dänemark war am 30. August 1971.

## Handlung
Eine Ladung voller Gold soll eigentlich heimlich transportiert werden, doch ein gesprächiger Telegrafist verrät das Unternehmen, woraufhin sich Gerüchte wie ein Lauffeuer verbreiten. Das Städtchen Cornerstone wird Durchgangsstation des Transportes sein; dort finden sich etliche Banditen ein, die ein Auge auf die Ladung geworfen haben. Da aber keiner den genauen Ort der Lagerung weiß, ist alles in heller Aufregung und zahlreiche Missverständnisse passieren.
Die „harten Präriejungs“ Biggy, Sam, Shorty und Ben übernehmen die Regie; allerdings sind sie genau so ahnungslos wie alle anderen. Nur das Indianermädchen Shannahoo weiß Bescheid. Gangster und harte Jungs bemühen sich um sie; schließlich entscheidet ein ausgedehnter Faustkampf zugunsten des Gesetzes.

## Kritik
„Der Film ist von einem humorlosen Menschen schlampig inszeniert worden; aber er ist unterhaltsamer als die meisten Western - wenn auch großenteils unbeabsichtigt“, schreibt die dänische Internetseite uncut.dk.

## Bemerkungen
Das Filmlied „Swingdoor Susie“ interpretieren die vier Hauptdarsteller.
Gedreht wurde in der Nähe von Søby im Braunkohletagebau Søby Brunkulslejer 10 km südlich von Herning, Råbjerg Mile, in Jydelejet in der Nähe von Møn, und in einer aufgebauten Westernstadt bei Farum.